# لی پیل-مو
لی پیل مو (انگلیسی: Lee Pil-mo؛ زادهٔ ۲۶ ژوئن ۱۹۷۶) یک هنرپیشه اهل کره جنوبی است.
از فیلم‌ها یا برنامه‌های تلویزیونی که وی در آن نقش داشته است می‌توان به زوج اورژانسی،پینوکیو، سرزمین آهن و احساس پادشاه اشاره کرد